# Tuman (zespół muzyczny)
Tuman (zapisywane w formie stylizowanej, rosyjską cyrylicą: Туман) – węgierski zespół blackmetalowy założony w 2002 w Segedynie.

## Muzycy

### Obecny skład zespołu
- Dim - wokal, gitara
- Shadow - gitara basowa
- Gelal - perkusja

### Byli członkowie zespołu
- Vorgrov - gitara

## Dyskografia

### Albumy studyjne
- Transylvanian Dreams (2005)
- Loquitur Cum Alqo Sathanas (2007)

### Splity
- Storm of the Shallow Voices (2005)

### Demo
- Beginning of the End (2003)
- Funeral fog (2004)